# Клэр, Мэри
Мэ́ри Клэр (англ. Mary Clare; 17 июля 1894, Ламбет, Лондонское графство — 29 августа 1970, Харроу, Большой Лондон) — британская актриса театра, кино и телевидения.

## Биография
Мэри Клэр Абсалом родилась 17 июля 1894 (по другим данным — 1892) года в Лондоне. Отец — Джордж Альфред Абсалом, мать — Энни Луиза Остин. Была второй из пяти дочерей в семье. С 18 лет стала появляться на театральных подмостках британской столицы, в 1911—1913 годах путешествовала по провинциальным городкам страны в составе своей труппы. Игра Клэр очень нравилась известному драматургу Ноэлу Кауарду, поэтому он с восторгом встречал новости о том, что она будет играть главную женскую роль в очередной его постановке. Клэр играла в театрах до 1960 года, когда ей исполнилось уже 66 (68) лет.
С 1920 года Клэр начала сниматься в кино, с 1953 года — в телесериалах. Амплуа — зрелые женщины с сильным, даже автократическим, характером. Всего за 40 лет кинокарьеры (1920—1960) актриса появилась в 67 фильмах и сериалах.
Мэри Клэр скончалась 29 августа 1970 года в Лондоне.
Личная жизнь
В 1915 году Клэр вышла замуж за мужчину по имени Лайонел Персивал Мохуд (1888—1935). Брак продолжался 20 лет до смерти мужа, от него осталось двое детей. Повторно актриса замуж не выходила.

## Роли в театрах
- 1913 — Букет на ринге / A Posy on a Ring (театр «Эрлс-Корт»)
- 1913 — Турандот / Turandot («Театр Сент-Джеймс»[англ.])[4]
- 1923 — Такие, как она / The Likes of Her
- 1928 — Возвращение солдата / The Return of the Soldier
- 1931 — Кавалькада[англ.] / Cavalcade
- 1936 — Лора Гарнетт / Laura Garnett — Лора Гарнетт («Клуб театральных искусств»)
- 1945 — Встреча со смертью[англ.] / Appointment with Death — жертва убийства (главная роль)
- 1960 — В ожидании своего часа[англ.] / Waiting in the Wings

## Избранная фильмография
- 1922 — Цыган-кавалер[англ.] / A Gipsy Cavalier — Джанет
- 1923 — Огни Лондона[англ.] / Lights of London — Хетти Прин
- 1928 — Верная нимфа[англ.] / The Constant Nymph — Линда Сэнджер
- 1931 — Аутсайдер[англ.] / The Outsider — миссис Коутс
- 1931 — Хиндл просыпается[англ.] / Hindle Wakes — миссис Марта Джеффкот
- 1933 — Верная нимфа[англ.] / The Constant Nymph — Линда Сэнджер
- 1934 — Еврей Зюсс / Jew Süss — графиня Вюрбен (в титрах не указана)
- 1934 — Лорна Дун[англ.] / Lorna Doone — Сара Ридд
- 1935 — Ясновидящий[англ.] / The Clairvoyant — мать Максимуса
- 1935 — Спускаясь с третьего этажа[англ.] / The Passing of the Third Floor Back — миссис Шарп
- 1935 — Хозяин[англ.] / The Guv'nor — мадам Барсак
- 1937 — Крыса[англ.] / The Rat — Мир Коллайн
- 1937 — Молодой и невинный / Young and Innocent — тётя Эрики
- 1938 — Вызов[англ.] / The Challenge — мать Каррела
- 1938 — Леди исчезает / The Lady Vanishes — баронесса Атона
- 1938 — Цитадель[англ.] / The Citadel — миссис Орландо
- 1938 — Поднимаясь выше[англ.] / Climbing High — леди Эмили
- 1939 — Девушка должна жить[англ.] / A Girl Must Live — миссис Уоллис
- 1939 — Нет никакой справедливости[англ.] / There Ain't No Justice — Мамаша Чепчик
- 1939 — В ночь пожара[англ.] / On the Night of the Fire — Лиззи Крейн
- 1940 — Мисс Грант идёт к двери[англ.] / Miss Grant Goes to the Door — Кэролайн Грант (к/м)
- 1941 — Старый Билл и сын[англ.] / Old Bill and Son — Мэгги
- 1941 — Этот пациент опасен[англ.] / This Man Is Dangerous — старшая медсестра
- 1942 — Ближайший родственник[англ.] / The Next of Kin — миссис «Мамаша» Уэбстер
- 1942 — У ночи есть глаза[англ.] / The Night Has Eyes — миссис Рейнджер
- 1944 — Стофунтовое окно[англ.] / The Hundred Pound Window — Милли Дрейпер
- 1944 — Трио скрипачей[англ.] / Fiddlers Three — Волюмния
- 1944 — Одна захватывающая ночь[англ.] / One Exciting Night — миссис Траут
- 1946 — Городок Лондон[англ.] / London Town — миссис Гейтс
- 1947 — Миссис Фицгерберт[англ.] / Mrs. Fitzherbert — герцогиня Девонширская
- 1948 — Три жуткие сестры[англ.] / The Three Weird Sisters — Мод Морган-Вон
- 1948 — Мой брат Джонатан[англ.] / My Brother Jonathan — миссис Дейкерс
- 1948 — Оливер Твист / Oliver Twist — миссис Корни
- 1948 — Эстер Уотерс[англ.] / Esther Waters — миссис Лэтч
- 1949 — Картонный ухажёр[англ.] / Cardboard Cavalier — миледи Доверхаус
- 1950 — Чёрная роза / The Black Rose — графиня Элеанора Лессфордская
- 1950 — Портрет Клэр[англ.] / Portrait of Clare — леди Хингстон
- 1952 — Бедная принцесса[англ.] / Penny Princess — Мария
- 1952 — Хиндл просыпается[англ.] / Hindle Wakes — миссис Марта Джеффкот
- 1952 — Мулен Руж / Moulin Rouge — мадам Любе
- 1953 — Опера нищих / The Beggar's Opera — миссис Пичам
- 1954 — Мамбо[англ.] / Mambo — графиня Луиза Маризони
- 1955 — Полковник Марч из Скотленд-Ярда[англ.] / Colonel March of Scotland Yard — миссис Ригли (в эпизоде The Talking Head)
- 1960 — Цена молчания[англ.] / The Price of Silence — миссис Уэст

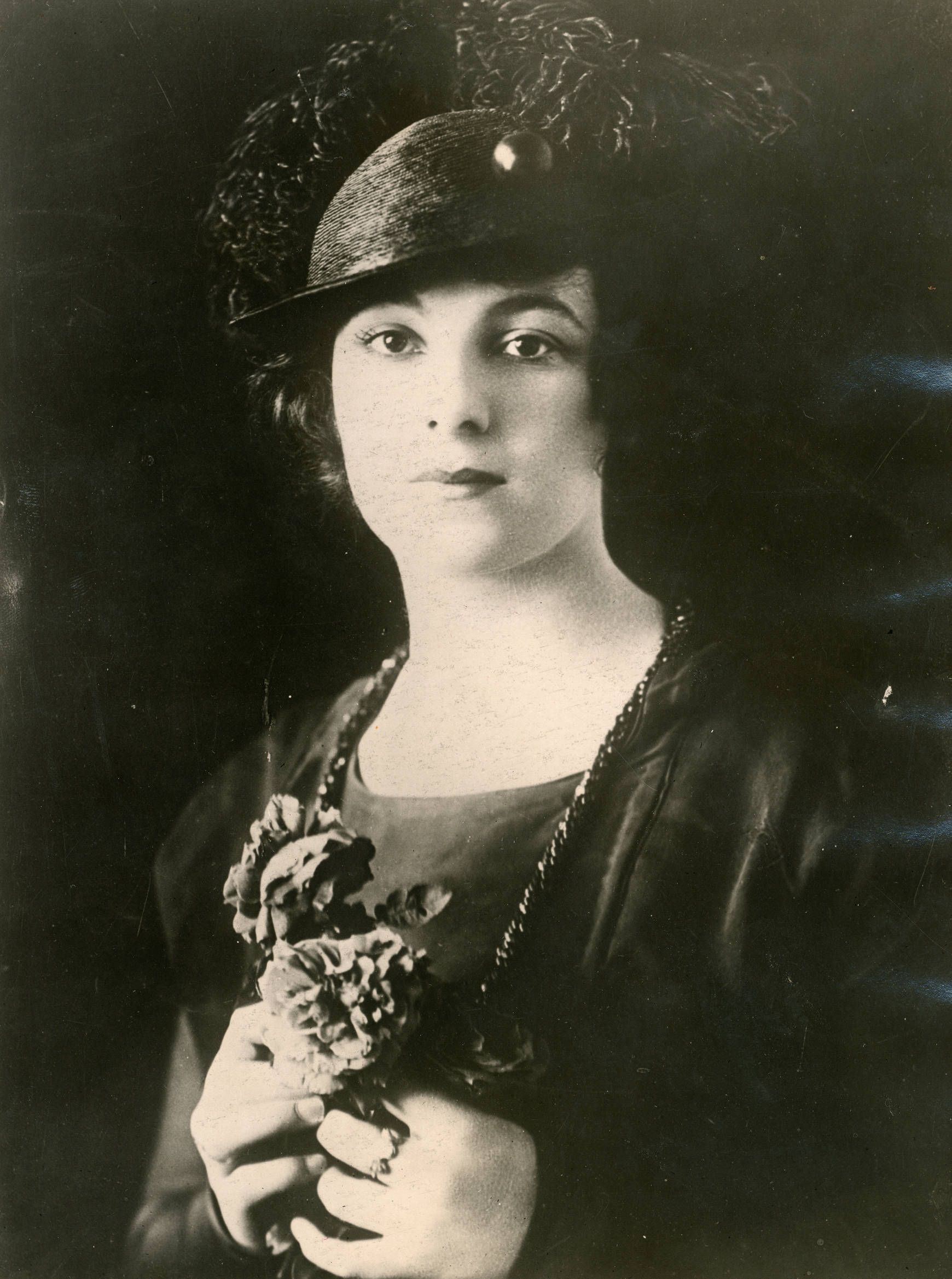
В 1922 году
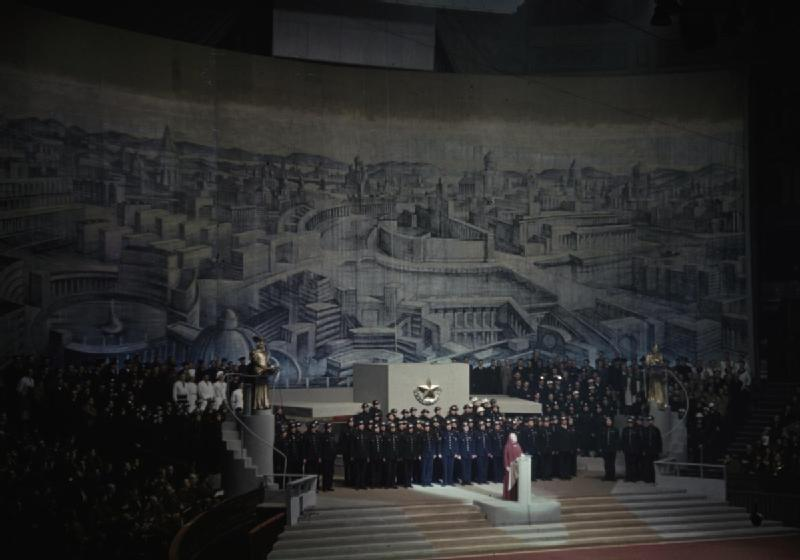
«Салют в честь Красной Армии» в Альберт-холле, 21 февраля 1943. Выступает Мэри Клэр.